# Hanga (növénynemzetség)
A hanga vagy erika (Erica) a hangavirágúak (Ericales) rendjébe, ezen belül a hangafélék (Ericaceae) családjába tartozó névadó nemzetség.

## Elterjedése, élőhelye
A nemzetség mintegy ötszáz fajából nagyjából négyszázötven Afrika déli részén él; a legtöbb Fokföldön vagy annak közelében. Egy-egy termőhelyen akár tucatnyinál is több faj él együtt, alacsony cserjés bozótokat hozva létre a téli csapadékban bővelkedő tájakon. Több fajuk él még Afrika egyéb részein, a Mediterráneumban és Nyugat-, illetve Észak-Európában – ez utóbbiak a fenyérek meghatározó növényei. A 3–5 méter magasra növő cserjés hanga (fás hanga, Erica arborea) a macchia növényzet jellegzetes eleme. 
Több fajukat dísznövénynek termesztik; ezeknek számos kertészeti változatát nemesítették ki.

## Megjelenése, felépítése
A hanga örökzöld, fás szárú növény, de csak nagyon kevés faja cseperedik kisebb fává: a nagy többség cserje, illetve félcserje. Levelei kicsik, tűlevélszerűek. Az ilyen típusú leveleket a hangáról „erikoid” típusúaknak nevezik.
Virágaik nagyok, fehérek, sárgák, pirosak vagy skarlátszínűek; a feltűnő virágzatra főleg azoknak a fajoknak van szüksége, amelyeket nem rovarok, hanem madarak poroznak be.

## Életmódja, termesztése
Az egyértelműen mészmentes, savanyú, lehetőleg sok szerves anyagot tartalmazó talajokat kedveli. Ezért kevés dísznövénnyel ültethető össze, de a megfelelő talajról – a többi hangaféle, mint például az áfonya és a hasonlóképp savanyú talajt kedvelő tűlevelűek kivételével – minden más növényt kiszorít. A vegetációs időszakban sok vizet igényel, de miután elvirágzott, már nem kell öntözni. Mivel a termesztett fajok többsége hidegkedvelő, ha magról akarjuk őket szaporítani, a magokat télen tegyük ki a fagyra. Vegetatívan dugványról vagy bujtással szaporítható.